# Lone Survivor
Lone Survivor (titulada El único superviviente en España y El sobreviviente en Hispanoamérica) es una película bélica estadounidense de 2013 escrita y dirigida por Peter Berg y protagonizada por Mark Wahlberg, Taylor Kitsch, Emile Hirsch, Ben Foster y Eric Bana. Se basa en el libro de no ficción de 2007 del mismo nombre escrito por Marcus Luttrell y Patrick Robinson. Ambientada durante la guerra en Afganistán, la película dramatiza la fallida misión de la Armada de los Estados Unidos, Operación Alas Rojas, en el que se le encarga a cuatro compañeros de un equipo SEAL capturar o matar al líder talibán Ahmad Shah.

## Argumento

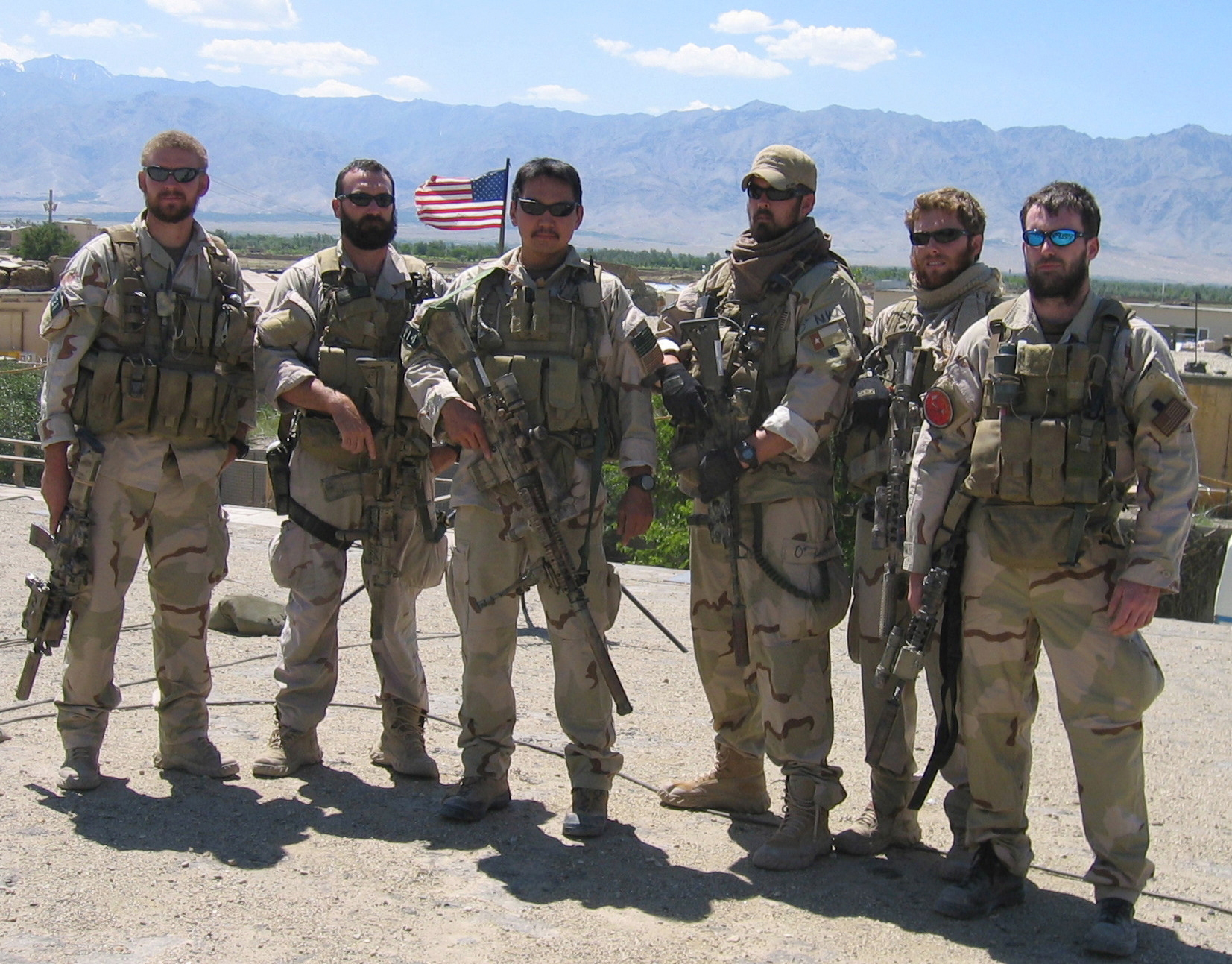
De izq. a der., SEALs Matthew Axelson, Daniel R. Healy, James Suh, Marcus Luttrell, Shane E. Patton, y Michael P. Murphy.

Un equipo SEAL formado por cuatro miembros: Michael Murphy (Taylor Kitsch), Danny Dietz (Emile Hirsch), Matthew "Axe" Axelson (Ben Foster) y Marcus Luttrell (Mark Wahlberg) es enviado a la provincia de Kunar lindante con la región del Hindú Kush afgano para eliminar al líder talibán Ahmad Shah, al cual se le consideraba como el máximo responsable del asesinato de veinte marines estadounidenses. Al llegar al lugar los SEAL se apostan en la ladera de una montaña contigua a la aldea donde se encuentra Shah. Tras una identificación positiva de este, deciden bajar a una posición más cercana al decidir que sería imposible hacer blanco desde la primera posición. En la nueva ubicación se topan con unos cabreros de los que recelan, al encontrarles una radio, porque pueden tener contacto con los talibanes. Intentan ponerse en contacto con el centro táctico pero no lo consiguen y, tras un intenso debate entre Axe y Marcus, el teniente Murphy, líder del grupo, decide dejarlos en libertad, aún a riesgo de que puedan delatarles ante los talibanes, y buscar una zona con mayor cobertura en la cima de la montaña. Pero allí tampoco son capaces de establecer contacto radiofónico con lo que pierden toda posibilidad de ser rescatados y quedan a merced del enemigo. 
No mucho tiempo después son emboscados por decenas de milicianos. Al verse superados ampliamente en número y tras sufrir cuantiosas heridas, optan por saltar ladera abajo. Al terminar el vertiginoso descenso, las múltiples heridas sufridas por Danny le impiden caminar por lo que es arrastrado por Marcus. Al continuar en peligro deciden hacer un segundo salto montaña abajo, pero en este abandonan involuntariamente a Danny, que es capturado por los talibanes quienes terminan ejecutándolo. Michael es consciente, de que si no logran pedir ayuda no tienen ninguna posibilidad y se arriesga subiendo a un alto para poder establecer una conexión telefónica. Consigue pedir ayuda pero es abatido por unos milicianos. 
Marcus y Axe estallan de júbilo cuando ven llegar a dos helicópteros. Pero el primero es derribado en vuelo por un RPG, lo que obliga a huir al segundo. Pocas horas después, Axe, es abatido por los talibanes y Marcus continua, solo, la huida monte abajo. Al llegar a un río se encuentra con unos afganos, piensa que son talibanes, pero en vez de capturarlo o eliminarlo deciden ayudarlo. Marcus es conducido hasta casa del afgano, llamado Gulab, donde se intenta curar las numerosas heridas que tiene. Marcus le da a Gulab una carta en la que pide ayuda, y este la envía. Los talibanes llegan al pueblo antes que los estadounidenses, pero Gulab y el resto de aldeanos los rechazan salvándole la vida a Marcus. Más tarde llegan las tropas norteamericanas logrando rescatar a Marcus.
Después de agradecer a los aldeanos que lo habían salvado, Luttrell es evacuado. Casi sucumbe a sus heridas, pero revive a tiempo.
Imágenes del verdadero Luttrell, Gulab y los miembros del servicio caídos asesinados durante la misión se muestran durante un  montaje de cuatro minutos, y un epílogo revela que los aldeanos pashtunes acordaron ayudar a Luttrell como parte de un código de honor tradicional conocido como Pashtunwali.

## Elenco
- Mark Wahlberg como Marcus Luttrell.
- Taylor Kitsch como Michael Murphy.
- Emile Hirsch como Danny Dietz.
- Ben Foster como Matthew Axelson.
- Eric Bana como Erik Kristensen.
- Alexander Ludwig como Shane Patton.
- Yousuf Azami como Ahmad Shah.
- Ali Suliman como Mohammad Gulab.
- Rich Ting como James Suh.

## Producción

### Desarrollo
Lone Survivor fue escrita y dirigida por Peter Berg, y está basado en el libro de 2007 de no ficción Lone Survivor: El relato de un testigo de la operación Redwings y los héroes perdidos del Seal Team 10, un libro de memorias escrito por el exsoldado SEAL, Marcus Luttrell, con la asistencia del novelista británico y escritor fantasma Patrick Robinson. A raíz de la publicación del libro, el productor Barry Spikings recibió una copia del abogado de Luttrell. Él y Akiva Goldsman más tarde pasaron el libro a Sarah Aubrey, la productora socia de Berg de su compañía de producción Film 44.: 16  Berg se enteró del libro durante el rodaje de Hancock y después de que Aubrey había la había leído Después de que Berg había leído el libro, y Aubrey organizó varias reuniones con Luttrell para discutir una adaptación cinematográfica. Luttrell también vio un primer corte de la entonces próxima película de 2007 de Berg, The Kingdom, y quedó impresionado por la dirección de Berg: "Me atrapó con su atención al detalle, y cómo él retrató el enemigo en la película.”: 16 

### Rodaje
Berg conoció el libro en 2007 durante el rodaje de Hancock, y después de este se metió en persecución de los derechos de la película en una reunión con Luttrell para discutir una adaptación cinematográfica. Después de hacer una oferta contra Warner Bros, Sony Pictures, Paramount Pictures y DreamWorks, Universal Studios ganó los derechos de la película en agosto de 2007, con Berg adjunto para escribir y dirigir. Berg, sin embargo, no pudo conseguir el apoyo o la financiación para el proyecto hasta después de dirigir Battleship en 2012 para Universal. El rodaje de Lone Survivor comenzó en octubre de 2012, y llegó a su conclusión después de 42 días, el rodaje se llevó a cabo en Nuevo México.

## Estreno
Lone Survivor se estrenó en el Festival de Cine AFI el 12 de noviembre de 2013. El 3 de diciembre de 2013 la película tuvo su estreno de alfombra roja en el Teatro Ziegfeld, donde recibió una ovación de pie. La película se estrenó en versión limitada en los Estados Unidos el 27 de diciembre de 2013. Su estreno general en América del Norte se produjo el 10 de enero de 2014. Los críticos fueron en general positivos sobre la dirección de Berg, así como la actuación, historia, imágenes y secuencias de batalla, mientras que algunos criticaron negativamente la película por centrarse más en sus escenas de acción que en la caracterización.

## Premios y nominaciones

### Premio del Sindicato de Actores
| Año  | Categoría                      | Nominado                       | Resultado |
| ---- | ------------------------------ | ------------------------------ | --------- |
| 2013 | Mejor reparto de especialistas | Mejor reparto de especialistas | Ganador   |

### Premios Oscar
- 2014 - Mejor Edición de Sonido - Nominado
- 2014 - Mejor Sonido - Nominado